# 24 Nights
24 Nights è il quinto album live di Eric Clapton, pubblicato nel 1991 e registrato presso la Royal Albert Hall di Londra.
Nel 2023 è uscita una riedizione dell’album, con numerose canzoni live rimaste precedentemente inedite.

## Tracce

### Disco 1
1. Badge – 6:51
2. Running On Faith – 6:49
3. White Room – 6:10
4. Sunshine Of Your Love – 9:11
5. Watch Yourself – 5:39
6. Have You Ever Loved A Woman – 6:52
7. Worried Life Blues – 5:28
8. Hoodoo Man – 5:41

### Disco 2
1. Pretending – 7:08
2. Bad Love – 6:25
3. Old Love – 13:01
4. Wonderful Tonight – 9:11
5. Bell Bottom Blues – 6:39
6. Hard Times – 3:45
7. Edge Of Darkness – 6:30